# 上野東照宮

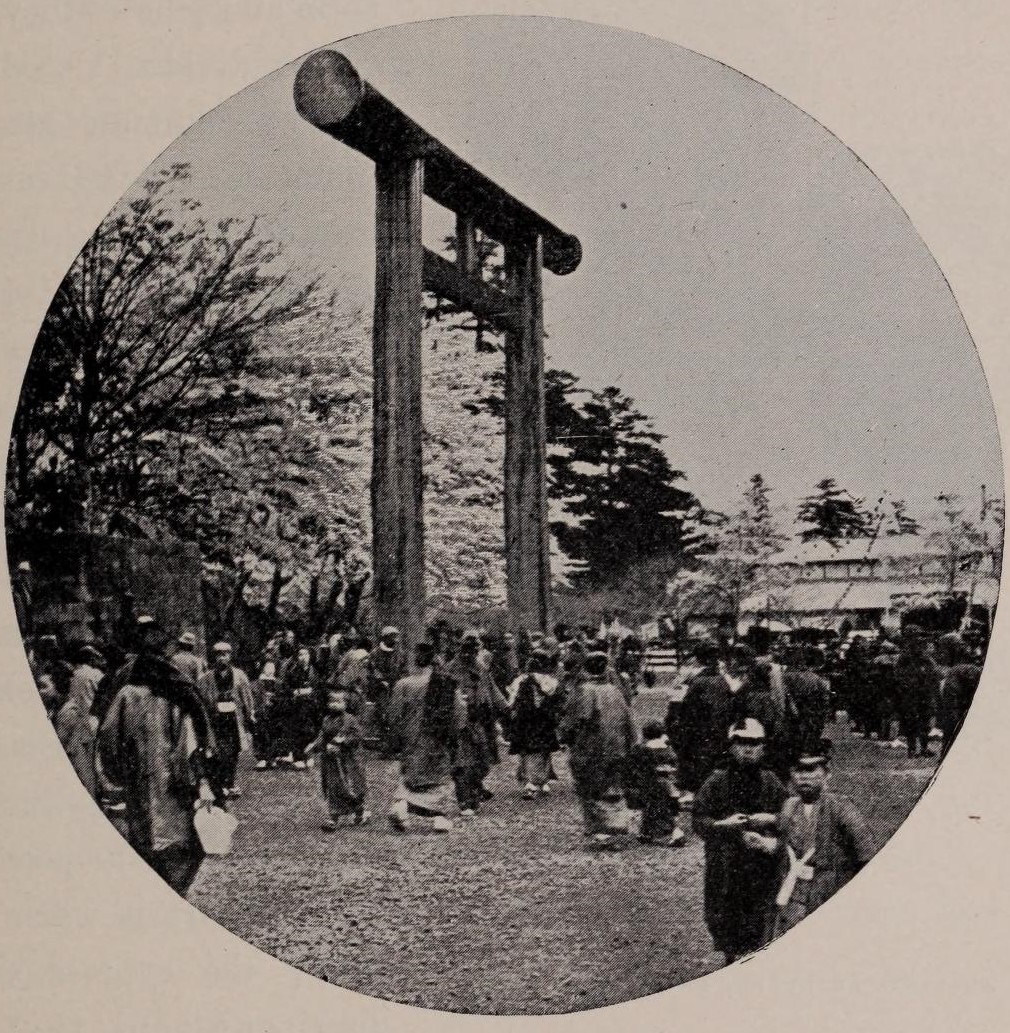
上野東照宮の鳥居前。明治時代

上野東照宮（うえのとうしょうぐう）は、東京都台東区上野恩賜公園内にある神社。旧社格は府社。その豪華さや由来から三大東照宮の一つに数えられることが多い（ただし他の東照宮への配慮からか、自称してはいない）。近隣の芝東照宮は自らを「日光東照宮・久能山東照宮・上野東照宮に並ぶ四大東照宮の一つ」としている。正式名称は東照宮であるが、他の東照宮との区別のために鎮座地名をつけて上野東照宮と呼ばれ、別名「三処権現」とも呼ばれる。
徳川家康（東照大権現）・徳川吉宗・徳川慶喜を祀る（なお、御朱印には創建当初の御祭神「東照神君、天海僧正、藤堂高虎」の文字が見受けられる）。

## 歴史
寛永4年（1627年）、藤堂高虎が上野の高虎の敷地内に創建した。社伝によれば、元和2年（1616年）、危篤の家康から自分の魂が末永く鎮まる所を作ってほしいと高虎と天海に遺言されたという。『江戸図屏風』はこの頃と見られる現在とは異なる形状の社殿が描かれている。
現在の社殿は慶安4年（1651年）に家康の孫である徳川家光が改築したもので、慶応2年（1866年）に回廊が焼失する火災に遭ったものの、上野戦争や関東大震災や第二次世界大戦でも奇跡的に焼失を免れている。上野戦争では旧幕府軍の本陣が上野東照宮境内に置かれたにもかかわらず焼き討ちや打ち壊しに遭うこと無く、関東大震災では鳥居すら倒れず、東京大空襲では焼夷弾を社殿脇に被るものの不発弾であったために倒壊を免れている。そのため強運の神様として、また家康を祭神としていることから出世、勝利、健康長寿の神様として信仰されている。また上野駅から徒歩5分とアクセスも良く、都内では珍しい江戸初期建築として特に海外からの観光客からも人気がある。
社殿は金箔がふんだんに使われていることから金色殿と呼ばれている。重要文化財である社殿・唐門・透塀は2009年（平成21年）1月から2013年（平成25年）まで修復工事が行われ、2014年（平成26年）から公開されている。500円の拝観料で透塀内を見学できる。ただし社殿内部は文化財保護のため非公開としている。2025年4月17日、拝殿の扉を1日限りで開放し、一般参拝客が内部を見ることが出来る機会を設けた。

## 施設
境内にはほかに狸の木像をご神体とした栄誉権現社もあり、他抜（たぬき）の御利益があるとされ受験、就職、合格、当選を願う人に人気がある。
2022年（令和4年）中村拓志設計の神符授与所と静心所、御神木を中心とした祈りの庭や奥参道が竣工。
1980年（昭和55年）に開苑した境内のぼたん苑では、1年を通じ牡丹の栽培を行っている。1年に3回公開され、4月上旬から5月上旬は地植えの牡丹中心の「春のぼたん祭」、元日から2月下旬には特別に冬に開花するよう促成栽培した冬牡丹を展示する「上野東照宮・冬ぼたん」が開催される。9月下旬から10月下旬にはダリアの展示「ダリア綾なす秋の園」が開催される。
併設する五重塔はもとは東照宮所属であったが明治の神仏分離令により、当時は現在の上野公園全域を寺地としていた寛永寺の所属となった。しかし寛永寺は上野戦争により焼失し、寺地の大半が公園用地として没収され、上野東照宮から離れた地で再建されたため、五重塔は文化財管理の必要から東京都に譲渡された。現在は上野動物園内に位置するが、五重塔の正面は東照宮の参道に面した面である。

## 文化財
重要文化財
- 東照宮社殿 3棟1基
  - 本殿・幣殿・拝殿（合1棟）附：棟札4枚 慶安4年（1651年）
  - 唐門
  - 透塀
  - 石造明神鳥居 寛永10年（1633年）に酒井忠世が寄進
  - （附指定）銅燈籠 50基
- 紫地葵紋付桐文散辻が花染胴服

## 上野東照宮の造り
社殿、そして唐門、透塀と、すべて当時のまま現存している。
江戸初期の彫刻師の左甚五郎（ひだり じんごろう）が手掛けた作品は、唐門の龍の彫刻4体のみと言われている。門の内外に2体ずつ彫られた昇龍・降龍は、毎夜不忍池の水を飲みに行くという伝説がある。偉大な人ほど頭を垂れる（謙虚である、また立場や身分、年齢が下の者の意見にも耳を傾けるという意味もある）という家康の教えから、頭が下を向いている方が昇り龍と呼ばれている。
透塀は、狩野派の絵師が下絵を描いて、それを彫師が彫ったと伝えられている。透塀の彫刻は257枚あり、塀の上段には野山の植物や動物が、下段には海川の水の生き物が彫られている。
社殿は権現造だが、正面手前が拝殿（はいでん）で、奥に本殿がある。その間に石の間と呼ばれる幣殿（へいでん）があり、一段低くなったところで繋いだ三室の造りになっている。
外壁は、復元して塗り直したが、内壁には狩野探幽の障壁画がそのまま残っている。加筆してしまうと文化財としての価値が下がることから剥落止めを施す程度に留めており、今も創建当時の姿が見られる。

## 授与品
朱印や御守は多種あり、特に毎月17日だけに授与される「昇龍守」が有名。隣接する上野動物園のパンダをモチーフにした「パンダの御守」、珍しい「他抜守」「印籠守」のほか、家康の強さにあやかる「強守」「勝守」も人気がある。朱印は通常の「上野東照宮」の朱印と狸の「他抜朱印」、月替わりの朱印、特別祭事を記念する限定朱印などがある。
- 大石鳥居
- 参道から神門を見る（2010年10月撮影）
- 神門（2010年10月撮影）
- 神門から参道を見る（2010年10月撮影）
- 銅燈籠
- 拝殿と唐門
- 手前より本殿、幣殿、拝殿（南から）
- 幣殿と拝殿（南から）
- 唐門と透塀（拝殿側から見る）
- 唐門（拝殿側から見る）
- 唐門の頭貫木鼻
- 透塀の彫刻

建物内部の様子(現在は非公開)

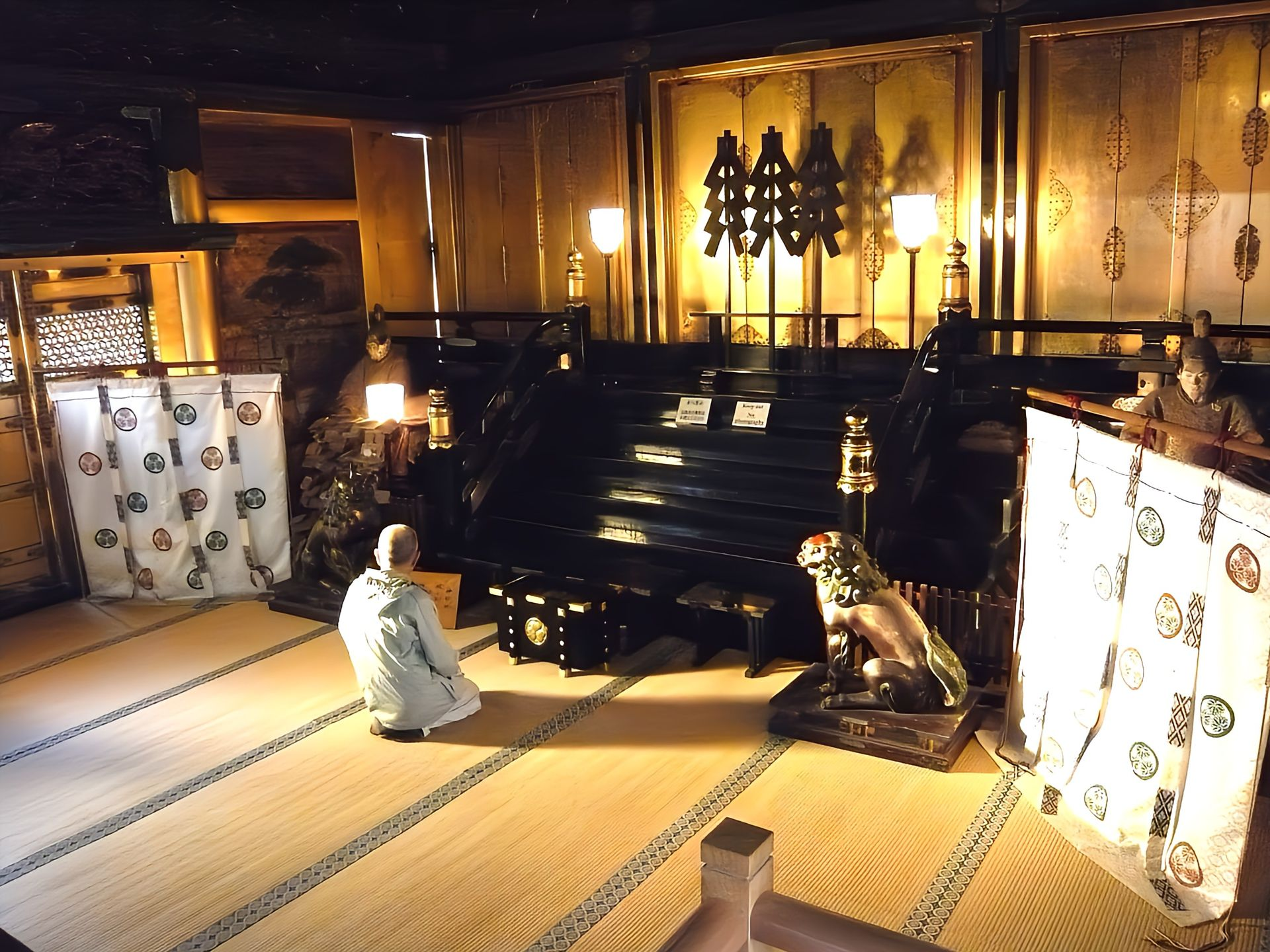
建物内部 01 (2007年12月30日)
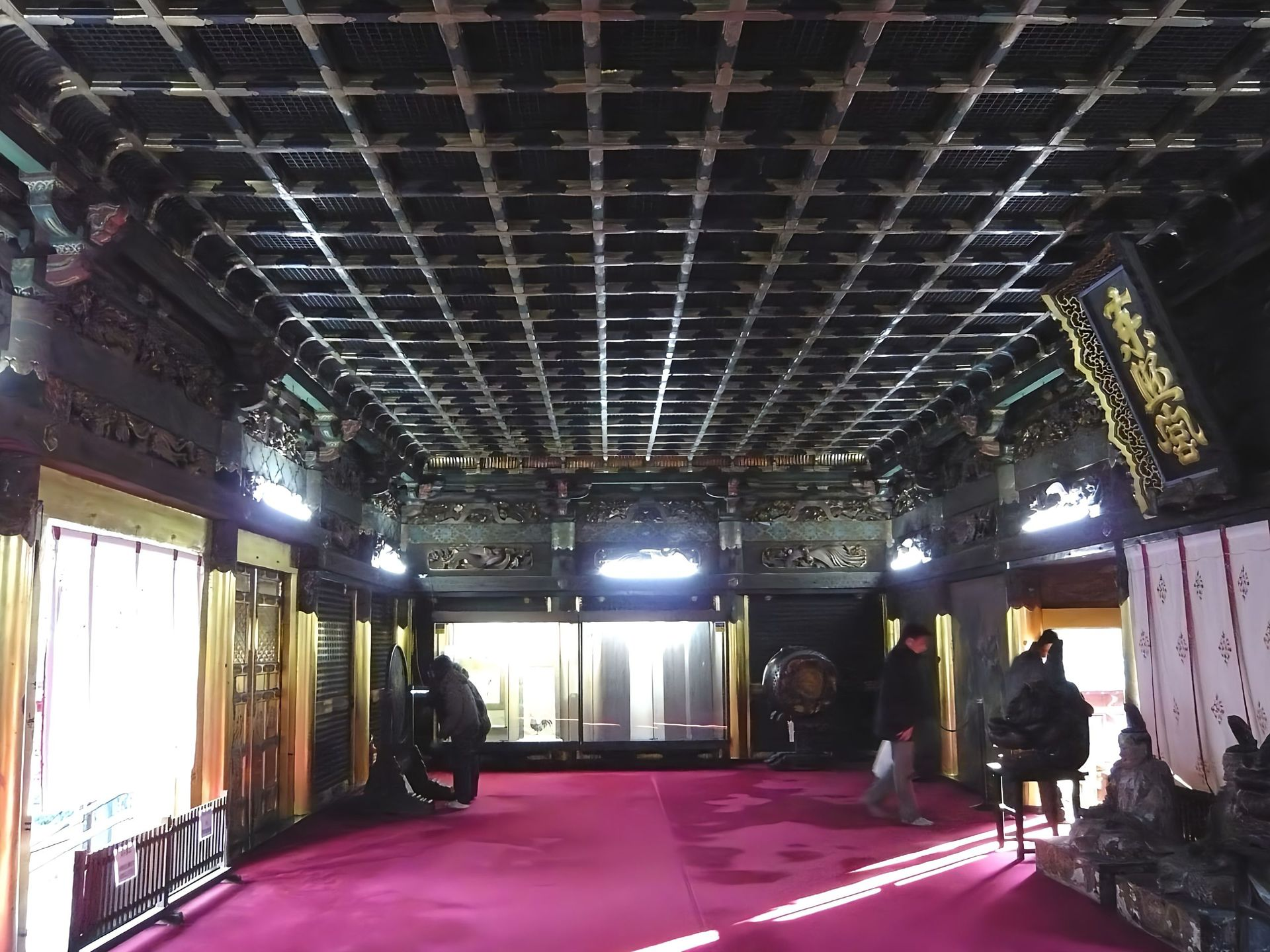
建物内部 02 (2007年12月30日)
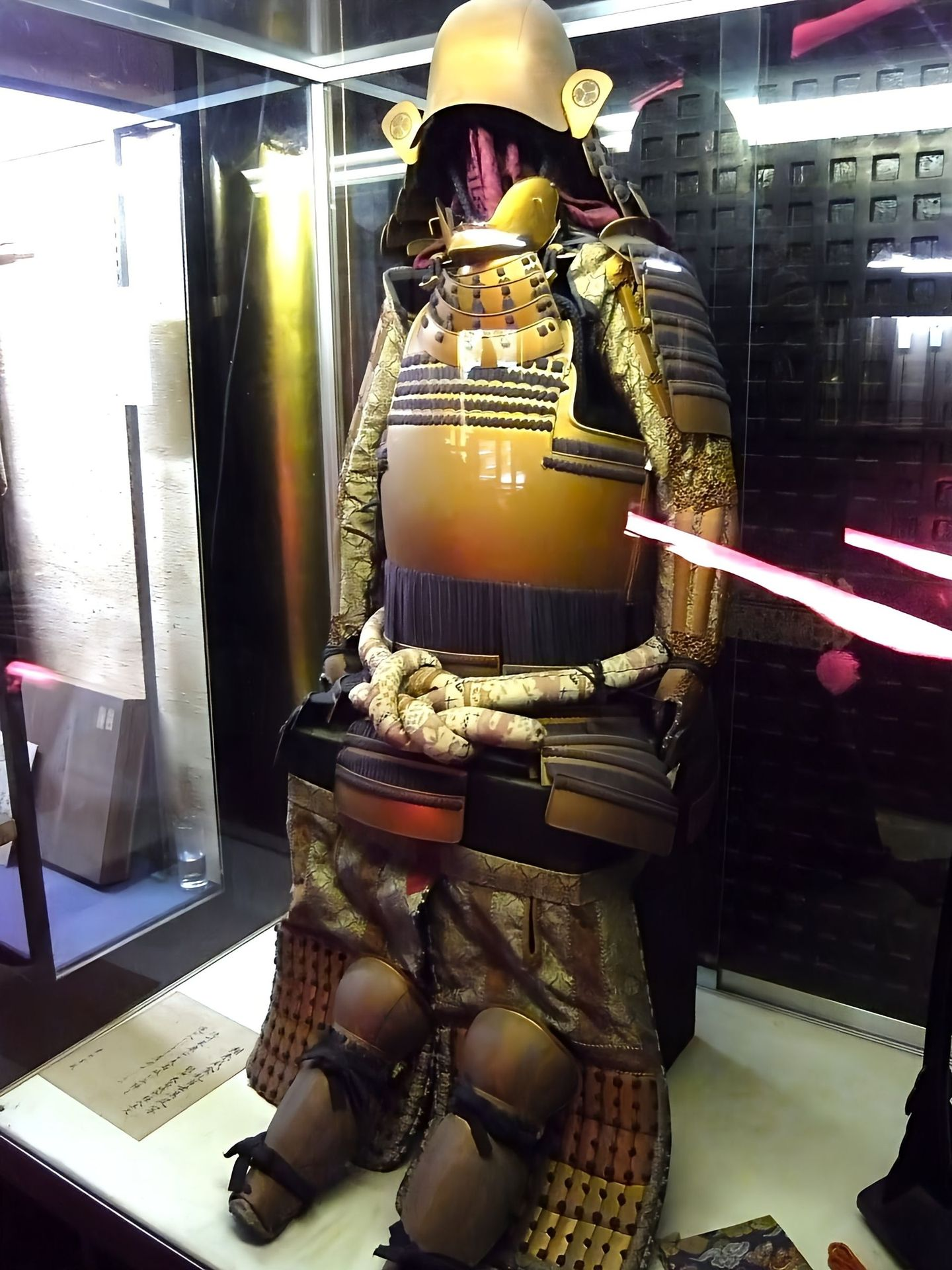
甲冑 (2007年12月30日)

## 交通
- JR東日本線（山手線・高崎線・常磐線・東北新幹線他）：上野駅 公園口より徒歩5分
- 京成本線：京成上野駅 池之端口より徒歩5分
- 地下鉄銀座線・地下鉄日比谷線：上野駅 不忍口より徒歩10分